# Kadungalloor
Kadungalloor là một thị trấn thống kê (census town) của quận Ernakulam thuộc bang Kerala, Ấn Độ.

## Nhân khẩu
Theo điều tra dân số năm 2001 của Ấn Độ, Kadungalloor có dân số 35.451 người. Phái nam chiếm 50% tổng số dân và phái nữ chiếm 50%. Kadungalloor có tỷ lệ 81% biết đọc biết viết, cao hơn tỷ lệ trung bình toàn quốc là 59,5%: tỷ lệ cho phái nam là 84%, và tỷ lệ cho phái nữ là 79%. Tại Kadungalloor, 11% dân số nhỏ hơn 6 tuổi.